# Angatuba

Vị trí Angatuba trong bang São Paulo

Angatuba là một đô thị ở bang São Paulo, Brasil. Angatuba có dân số (năm 2007) là 21.523 người, diện tích là 1028,702 km², mật độ dân số 20,3người/km². Angatuba nằm ở độ cao 624 m, cách thủ phủ bang São Paulo 610 km. Đô thị này nằm ở khu vực khí hậu cận nhiệt đới. Theo điều tra năm 2000, Angatuba này có:
- Tổng dân số 19.297 người, trong đó, dân số thành thị: 13.240, nông thôn: 6057 người.
- Nam giới: 9931, nữ giới: 9366 người.
- Mật độ dân số 18,76 người/km².
- Tuổi thọ: 69,45 năm.
- Tỷ lệ trẻ dưới 1 tuổi tử vong (trên 1 triệu): 19,37
- Tỷ lệ biết đọc biết viết: 90,38% dân số.
- Chỉ số phát triển con người: 0,762
- Tỷ lệ sinh (trẻ/bà mẹ): 2,53

Đô thị này giáp các đô thị: Itatinga, Bofete, Guareí, Itapetininga, Campina do Monte Alegre, Buri e Paranapanema.